# 竹下ゆかり
竹下 ゆかり（たけした ゆかり、1965年2月1日 - ）は、日本の元AV女優、女優。AV女優として初めてパッケージに大きく名前が刻まれ、その名でビデオが売れたという美少女単体モデルの草分け的存在である。沖縄県石垣島出身。

## 来歴・人物
18歳の時、沖縄から上京し歌舞伎町のファッションヘルス店で働き始める。VIP 制作の『ビデオスキャンダル 1 個室アイドル戦争・いかせてあげる』の1コーナーに歌舞伎町のファッションヘルス店『イル・エル』で、源氏名のエルザ嬢として出演し、次作『性風俗の桃尻娘たち　ビデオスキャンダル2』で竹下ゆかりと改名、この撮影を担当したAV監督の高槻彰にスカウトされ、『私を女優にして下さい。「何でもやります。」』（宇宙企画）で本格的なデビューとなった。後に映画、テレビにも進出、ビニ本、裏本も存在しており、とくに本人の本意ではない形で出演したビニ本では多大な人気を誇った。また、初めてテレビ出演したAV女優でもある。
AVというメディアが社会に浸透し始めた時期に、2万本を超える大セールスを記録した『ミス本番 裕美子19歳』を制作した宇宙企画が次にヒットさせた作品が『私を女優にして下さい。「何でもやります。」』であり、アダルトビデオがモデルの可愛さ、清潔感を売りにする分野を確立をした初代の単体女優である。
1988年にはストリッパーとして地方を巡業した。
AV専門誌、『オレンジ通信』（東京三世社）の1985年度認定モデルの読者人気投票で1位、同じくAV専門誌、『Vide pal』（東京三世社）の1985年度ベスト・ビデオ・ギャルズの読者選考で1位、『VIDEO PRESS』（ダイアプレス）の、1985年度第5回ビデオクィーン大賞受賞。
なお、ビデオの中では本番行為は行っていないという。

## ビデオ ＤＶＤ
- ビデオスキャンダル1 個室アイドル戦争・いかせてあげる（VIP 1984年）1コーナー エルザ名義
- 性風俗の桃尻娘たち　ビデオスキャンダル2（VIP 1984年）1コーナー
- 私を女優にして下さい。「何でもやります。」竹下ゆかり 19歳（宇宙企画 1984年）[3]
- 口に出してもいいわよ（ジャパンホームビデオ 1984年）
- 竹下ゆかりのはじらい・グラフィティ（宇宙企画 1984年）
- 美少女 竹下ゆかり BLUE DAY DREAM（エドプロ 1984年）
- 現代版ポルノ あんみつ姫 セーラー服とアイスキャンディー（ボックスランド 1984年）
- 本番シスターズ（VIP 1984年）
- ゆりの女たち 野のゆり編（SHOWA 1984年）共演 橋本杏子
- ゆかりと本番しませんか？（ダイプロ 1984年）
- 早坂明記VS竹下ゆかり 風にのってまどろみの中へ（ボルドー 1984年）
- ザ・本番 南の島の青い体験 お兄ちゃあん（ファイブスター 1985年）
- ジェット ストリーム（日本ビデオ映像 1985年）
- China Super Eros ビデオクィーン ムーンライト（ファイブスター 1985年）
- 本番女学生・いつわり もっともっと（ファイブスター 1985年）
- 電気ショックで本番（新東宝 1985年）
- サザンシャワーの想い出 びしょ濡れの本番（新東宝 1985年）
- MAGAZINE VIDEO「マドンナ」1（宇宙企画 1985年）他 小野麻美 北原博美 田島洋美 青山麗 渡瀬ミク
- 秘戯（新東宝 1986年）
- 豪華ラスト本番 セクシー・バイオレンス（ジャパンホームビデオ 1986年）
- マドンナ6 PART1（1986年、ファイブスター）他、小倉千代子、原田楊子、八神康子、中沢慶子、北見沢唯
- 竹下ゆかりのベッド・ルーム・アイズpart1（AVセントラル 1986年）共演 田代葉子
- 竹下ゆかりのベッド・ルーム・アイズpart2（AVセントラル 1986年）共演 田代葉子
- 本番 突く（ファイブスター 1986年）
- 白衣日記 好きにして（ファイブスター 1987年）
- クイーン伝説 竹下ゆかり（ファイブスター 1987年）
- 竹下ゆかりの大阪の女（パワースポーツ 1989年）
- 私姦夢（クレイン映像）
- LOVERY SEX ANGEL 満点本番天使（ジャパン映像）
- ゆかりの肛門初体験（STUDIO418）
- 遥 はるか（ときわ映像）
- 絶叫昇天（スーパープロダクション）
- ぐしょ濡れ本番 快感ごっこ（ロッキープロダクション）
- ゆかりの情炎（水族館）
- グラビア・ビデオ 創刊号 Beppin NO.1（宇宙企画）他 真壁弘美 木下桂子 小野リエ 大西元美 岩崎伊美 亜里沙 小川エレナ 尾関真美 茂木美佐枝
- 竹下ゆかりのオナニーへの招待状（モンキーVプロ）

再編
- ゆりの女たち スペシャル編（SHOWA 1986年）多数出演
- 桃色パニックI クライマックス・グラフティ（新東宝 1988年）他 小林ひとみ 高杉レイ 北原ちあき 木築沙絵子
- ベスト・ヒット・フェニックス 乱舞（フェニックスビデオ、1988年5月28日） 小林ひとみ 中沢慶子 竹下ゆかり 星川ミグ 城源寺くるみ 高樹陽子 ほか　全7名
- 乙女たちの栄冠 ももごこち（英知出版 1990年）他 三浦美知子 山口ゆかり
- リメーク ロマン シリーズ 竹下ゆかりコレクション（フェアエスト 2000年）
- 宇宙企画2000 GOLD（宇宙企画 2000年）他 鈴木麻奈美 小沢まどか 美里真理 かわいなつみ 立野しのぶ 小森愛 白石ひとみ 山崎かおり 田所裕美子
- リメークロマンシリーズ9 竹下ゆかり&工藤ひとみ（フェアエスト 2001年）
- AV20年史 DeluxeI（ファイブスター 2002年）多数出演
- 宇宙企画 Classic（宇宙企画 2004年）
- レイプ20年史 DELUXE3（ファイブスター 2004年）他 露木陽子 相原めぐみ 樹原まい 宏岡みらい
- 宇宙企画 The Complete till 2008～sun<太陽>～（宇宙企画 2009年）多数出演
- 宇宙企画30周年ベスト～メモリアル～Vol.1（ケイ・エム・プロデュース 2010年）多数出演
- フォーエバー・アクトレスVol.10 竹下ゆかり&岡本かおり（エイチ・アンド・ティー 2011年）
- AV女優100人 1時代とメーカーを越えてセレクション（オールアダルトジャパン 2012年）多数出演
- 竹下ゆかりSPECIAL（ポルノスター）

他

## 映画
- 実録・桃色家族生活（大蔵映画 1984年）改題『桃色おニャン子クラブ』
- 先生、私の体に火をつけないで（にっかつ 1984年）
- 看護女子寮 いじわるな指（にっかつ 1985年）
- 本番ビデオ 剥ぐ（ミリオンフィルム 1985年）

## テレビ
ドラマ
- 毎度おさわがせします1（TBS、1985年1月8日～3月26日）第9回
- 毎度おさわがせします2（TBS、1985年12月10日～1986年3月25日）第2回
- 混浴露天風呂連続殺人 女子大生秘湯ツアー連続殺人！（テレビ朝日、1985年11月23日）
- OL三人旅シリーズ1 湯けむり殺人事件（フジテレビ、1986年5月9日）

バラエティー
- オールナイトフジ（フジテレビ、1983年～1991年）
- おとなの子守唄（サンテレビジョン、1985年）テレビ第1期のアシスタント
- ミッドナイトin六本木（テレビ朝日、1985年）

## ラジオ
- おとなの子守唄（ラジオ関西）

## 写真集
- 快楽ごっこ（近代映画社 1985年）
- 竹下ゆかり文庫写真集（近代映画社 1985年）
- セクシーマーメードをつかまえろ（英知出版 1986年）
- 触れたら吐息 競艶ビデオ・クィーン・ベスト4（ワニブックス 1986年）他 小林ひとみ 新田恵美 早川愛美
- 竹下ゆかり写真集（ビッグマン 1990年）